# Thermes romains de Sant Boi
Les thermes romains de Sant Boi est un site archéologique de la Rome antique situé dans la commune de Sant Boi de Llobregat (comarque de Baix Llobregat), dans la province de Barcelone en Catalogne,.
Les thermes romains, datant de la fin IIe siècle av. J.-C., se trouvent dans le centre historique de la commune. Les bains ont continué à être utilisés jusqu'au Ve siècle. Ils sont déclarés protégé en tant que Bien culturel d'intérêt national.

## Description
Au XVIIe siècle, une ferme fut construite dessus, ce qui facilita sa conservation. En 1953, les sources chaudes furent découvertes. En 1959, la Députation provinciale de Barcelone a promu la construction d'un bâtiment pour protéger les vestiges, qui sont très bien conservés, étant considérés comme les thermes les mieux conservés d'Espagne et l'un des mieux conservés d'Europe.
C'est un ensemble de salles de bains équipées d'un système de chauffage sophistiqué. Dans les bains publics, outre la baignade, se déroulaient des activités telles que du sport, des soins de beauté, des jeux ou des affaires. Les thermes romains de Sant Boi étaient privés et faisaient partie de la zone domestique d'une villa romaine.
Ces thermes situés étaient formés par deux corps de bâtiments parallèles : L'un contenait les chambres froides : l'apodyterium ou vestiaire, le frigidarium ou chambre froide et la cella piscinalis (piscine d'eau froide). L'autre abritait les chambres chaudes : le tepidarium ou salle chaude, le sudatorium ou hammam et le caldarium ou salle de bain chaud.
Avec la découverte des bains, un centre de production d'amphores fut également implanté au-dessus du frigidarium.
Ce complexe archéologique fait actuellement partie du Museo de San Baudilio de Llobregat (es).

## Galerie

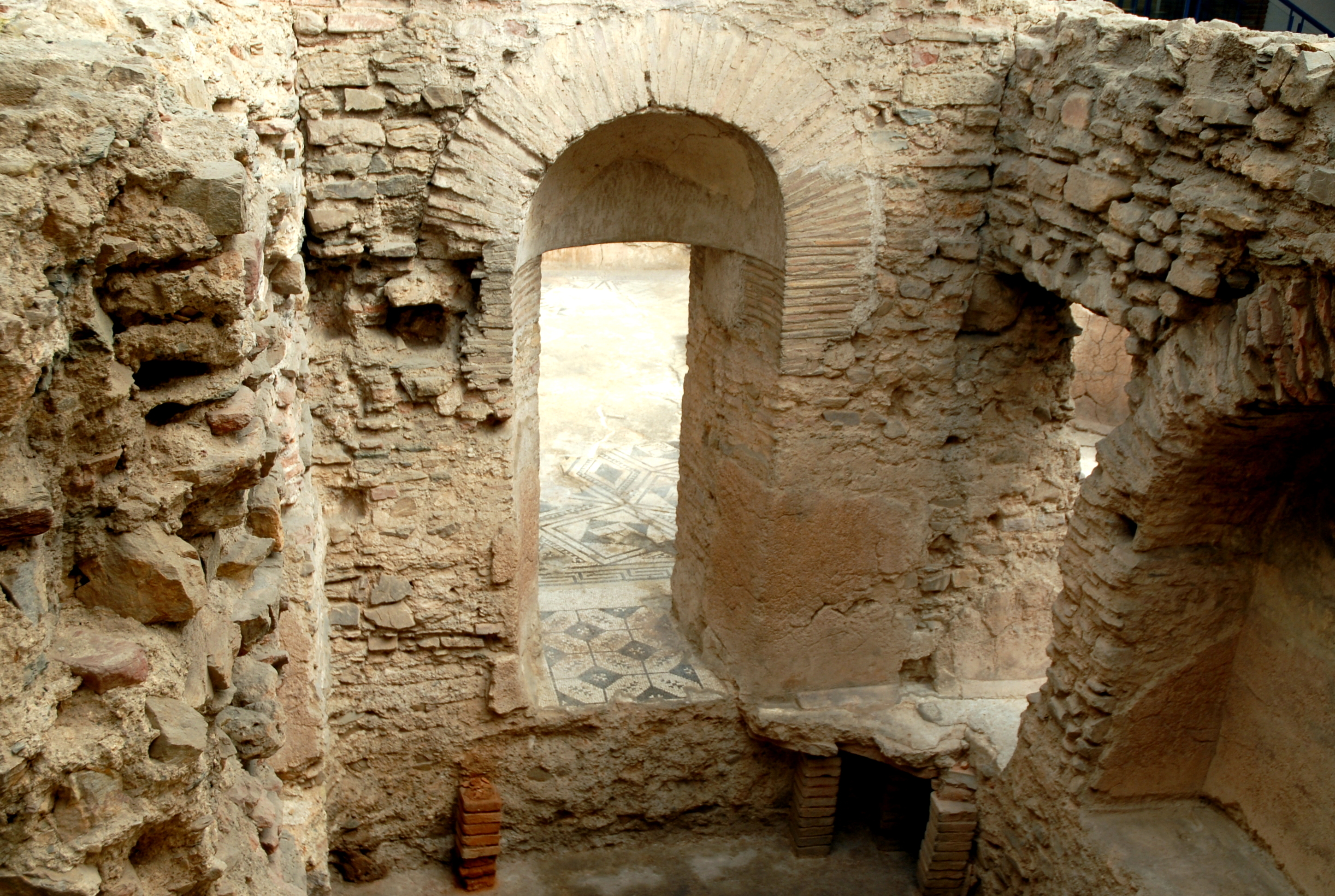
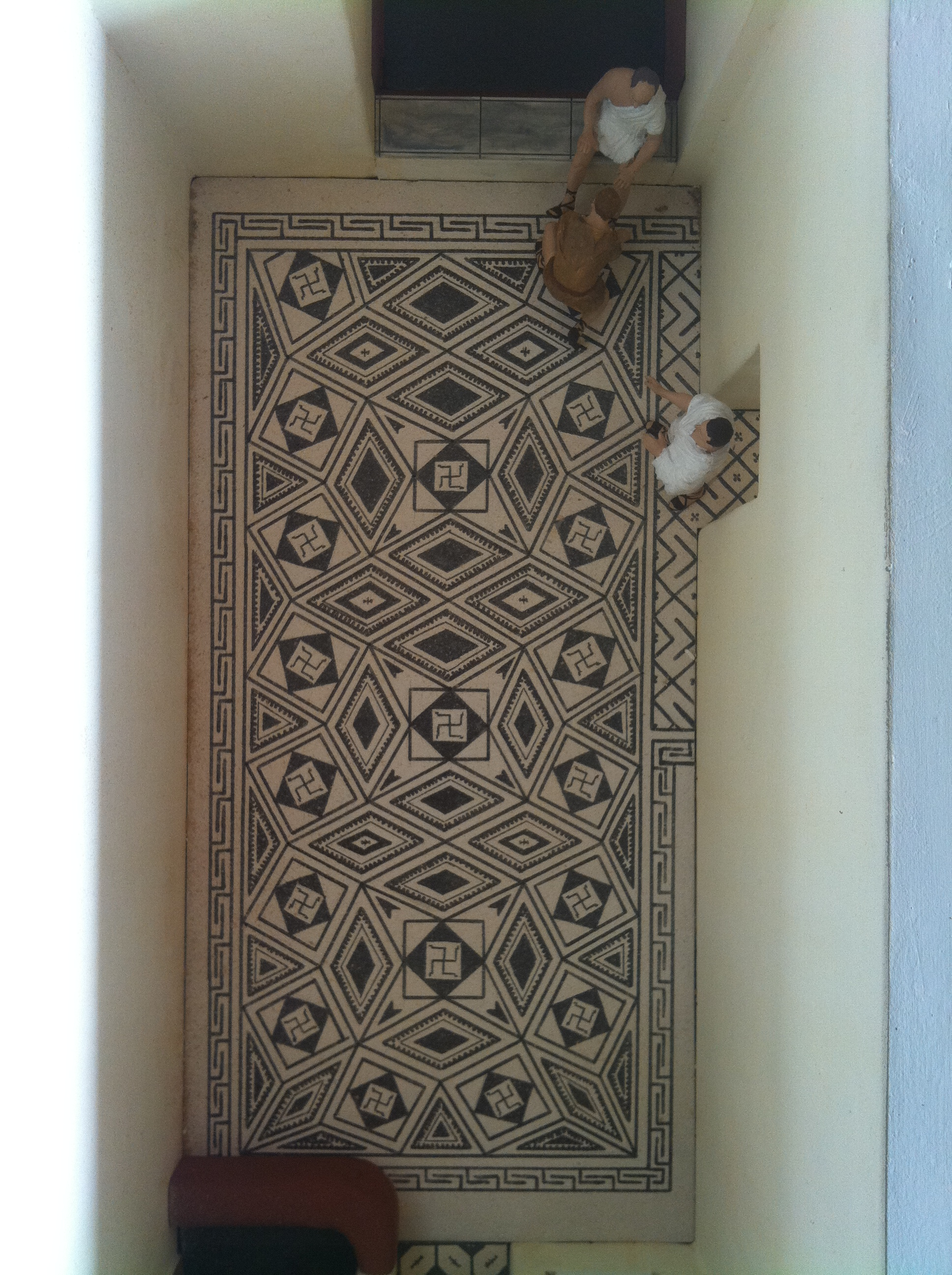
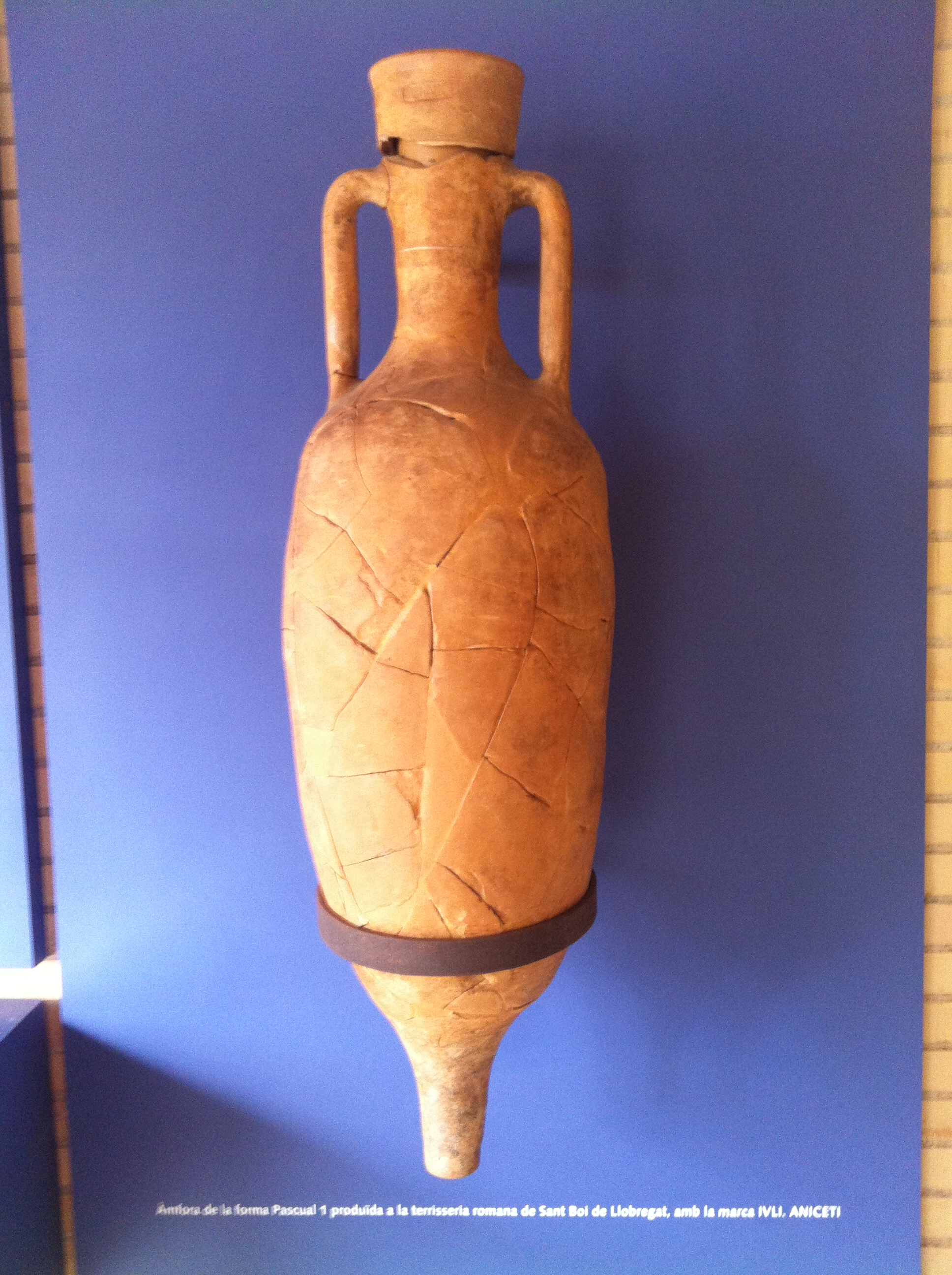
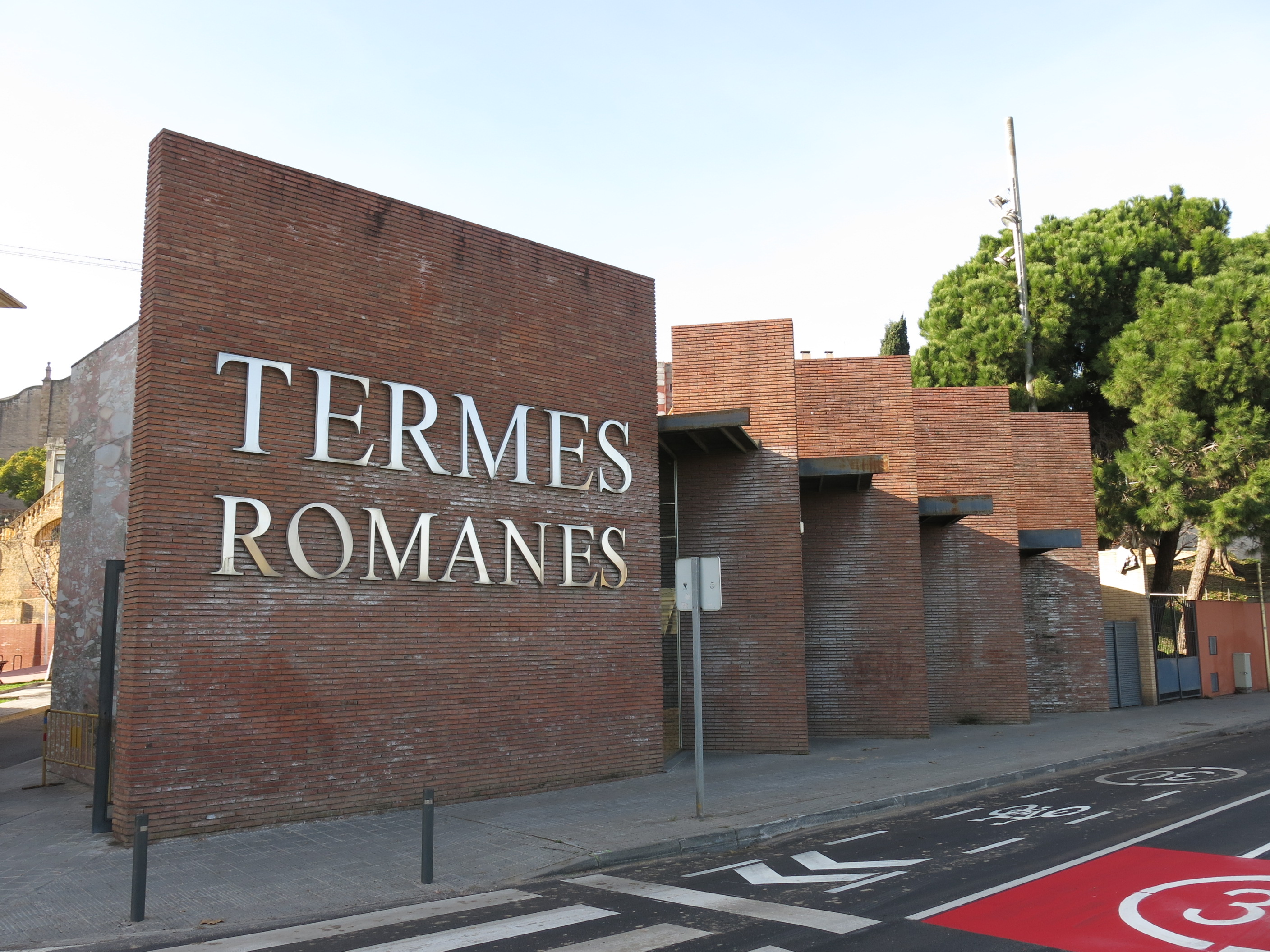